# Бюст Володи Ульянова (Ульяновск)
Бюст Володи Ульянова — памятник Владимиру Ильичу Ульянову (Ленину) в городе Ульяновск. Памятник монументального искусства федерального значения.

## История
Бюст Володи Ульянова установлен к 100-летию со дня рождения В. И. Ленина, в историческом центре на Спасской улице Ульяновска, во внутреннем дворе нового корпуса Гимназии № 1, был торжественно открыт в 1971 году.

## Описание
Памятник связан с увековечиванием памяти В. И. Ленина (1870—1924). Установлен к 100-летию со дня рождения В. И. Ленина в историческом центре города, во внутреннем дворе нового корпуса Гимназии № 1. Ориентирован лицевой стороной на юг. Авторы — скульпторы Ангелина Николаевна Филиппова (1923—1986) и Иулиан Митрофанович Рукавишников (1922—2000), архитектор Р. Я. Дрогицкий. На вертикальном высоком пьедестале, из тёмно-красного гранита (высота 2,24 м), установлено высеченное из глыбы светло-красного гранита (высота 1,38 м) горельефное изображение бюста В. Ульянова-гимназиста, облокотившегося руками на стол. Общим основанием памятника служит площадка из полированных плит тёмно-красного гранита (6,37 х 4,07 м, высота 0,3 м).
Бюст Володи Ульянова, является объектом культурного наследия федерального значения на основании постановления Совета Министров РСФСР от 04.12.1974 г. № 624 "О дополнении и частичном изменении постановления Совета Министров РСФСР от 30 августа 1960 года № 1327 «О дальнейшем улучшении дела охраны памятников культуры РСФСР».
Приказом Министерства культуры Российской Федерации от 16.10.2015 г. № 9576-р данный объект культурного наследия зарегистрирован в едином государственном реестре объектов культурного наследия (памятников истории и культуры) народов Российской Федерации с № 731510204150006. 